# Android Marshmallow
Android "Marshmallow" (amb nom en clau Android M durant el desenvolupament) és la sisena versió principal del sistema operatiu mòbil Android. Publicada per primera vegada com una compilació beta el 28 de maig de 2015 i estrenada oficialment el 5 d'octubre de 2015 amb dispositius Nexus sent el primer a rebre l'actualització.
Marshmallow se centra principalment en millorar l'experiència global de l'usuari del seu predecessor, Lollipop. Es va introduir una nova arquitectura de permisos, noves API per a assistents contextuals (primer utilitzant una nova característica "Now on Tap" per proporcionar resultats de cerca sensibles al context), un nou sistema de gestió de potència que redueix l'activitat de fons quan un dispositiu no es maneja físicament, suport natiu per a empremta digital i connectors USB-C, la capacitat de migrar dades i aplicacions a una targeta microSD, i altres canvis interns.
A data del 23 de juliol de 2018, les estadístiques emeses per Google indiquen que el 23,5% de tots els dispositius Android que accedeixen a la Google Play executen Marshmallow.

## Història
El llançament va ser anomenat amb un nom en clau intern "Macadamia Nut Cookie". La primera versió de visualització prèvia per a desenvolupadors, amb nom en clau Android "M", va ser presentat i llançat al Google I/O el 28 de maig de 2015, per als telèfons intel·ligents Nexus 5 i Nexus 6, la tauleta Nexus 9, i el receptor de televisió Nexus Player. La segona vista prèvia per a desenvolupadors es va publicar el 9 de juliol de 2015, i la tercera i última vista prèvia es va publicar el 17 d'agost de 2015, a més d'anunciar que Android M s'anomenava Android "Marshmallow".
El 29 de setembre de 2015, Google va donar a conèixer els dispositius de llançament de Marshmallow: el LG Nexus 5X, el Huawei Nexus 6P i, al costat de Google la tauleta Pixel C.
Les actualitzacions d'Android 6.0 i les imatges de fàbrica per al Nexus 5, 6, 7 (2013), 9, i Player es va llançar el 5 d'octubre de 2015, Els dispositius de Nexus anteriors, inclosos els Nexus 4, Nexus 7 (2012) i Nexus 10, no rebrà cap actualització oficial. El 14 d'octubre de 2015, LG va anunciar que tenia previst llançar Marshmallow pel seu telèfon intel·ligent insígnia LG G4 a Polònia la següent setmana, marcant el primer dispositiu de tercers per rebre una actualització de Marshmallow.
Android 6.0.1, un pedaç de programari amb solucions de seguretat, suport per a emoji Unicode 8.0 (encara que sense donar suport a les extensions de tons de pell per als emoji humans), i el retorn de la funció "fins a la propera alarma" en el mode No molestar, es va publicar el 7 de desembre de 2015.

## Característiques

### Experiència d'usuari
Una nova API d'"assistència" permet enviar informació a una persona designada des d'una aplicació oberta, incloent text i una captura de pantalla de la pantalla actual de l'aplicació de l'"assistent" sol·licitant una anàlisi i processament. Aquest sistema és utilitzat per la funció de l'aplicació Google Search "Google Now on Tap", que permet als usuaris realitzar cerques en el context de la informació que es mostra actualment a la pantalla. Tot i que el botó "Inici" es va utilitzar a Android 5 per a mostrar les aplicacions disponibles, el botó "Inici" s'utilitza ara (juntament amb una ordre de veu) per generar targetes a la pantalla que mostren informació, suggeriments i accions relacionades amb el contingut. "Direct Share" permet compartir menús per mostrar les combinacions de contactes utilitzats recentment i una aplicació associada com a objectius directes.
L'"Emmagatzematge adaptat" permet la inserció d'una nova targeta SD o altres mitjans d'emmagatzematge secundaris que es designin com a emmagatzematge "portàtil" o "intern". "Portàtil" manté el comportament predeterminat de les versions anteriors d'Android, el tractament dels mitjans com a dispositiu d'emmagatzematge secundari per a l'emmagatzematge dels fitxers d'usuari, i els mitjans d'emmagatzematge es poden eliminar o reemplaçar sense repercussions, però està subjecte a restriccions d'accés per part de les aplicacions. Quan es designa com a emmagatzematge "Intern", els mitjans d'emmagatzematge es reformateixen amb un xifrat i un sistema de fitxers ext4, i és "adoptada" pel sistema operatiu com a partició d'emmagatzematge principal. Les dades existents (incloses les aplicacions i les carpetes de dades "privades") es migren a l'emmagatzematge extern i el funcionament normal del dispositiu depèn de la presència dels mitjans d'emmagatzematge. Les aplicacions i les funcions del sistema operatiu no funcionaran correctament si s'elimina el dispositiu d'emmagatzematge adoptat. Si l'usuari perd l'accés als mitjans d'emmagatzematge, aquest s'adoptarà com a "oblidat", on les dades no es poden accedir de manera permanent. Samsung i LG, però, han eliminat la possibilitat d'utilitzar una targeta SD com a emmagatzematge "intern" als dispositius Samsung Galaxy S7 i G5, amb l'argument de Samsung que aquesta funció podria provocar pèrdues inesperades de dades i impedir que els usuaris puguin transferir dades mitjançant la targeta.

### Plataforma
Android Marshmallow introdueix un model de permisos d'aplicació redissenyat; ja no es concedeixen automàticament tots els permisos especificats en el moment de la instal·lació. Ara s'utilitza un sistema d'identificació optativa, en què es demana als usuaris que concedeixin o rebutgin permisos individuals (com ara la possibilitat d'accedir a la càmera o el micròfon) a una aplicació quan la necessiten per primera vegada. Les aplicacions recorden les subvencions, que poden ser revocades per l'usuari en qualsevol moment. El nou model de permisos només s'utilitza per aplicacions desenvolupades per Marshmallow amb el seu equip de desenvolupament de programari (SDK), i les aplicacions més antigues continuaran utilitzant l'enfocament anterior de tot o res. Els permisos encara es poden revocar per a aquestes aplicacions, tot i que això pot evitar que funcionin correctament, i es mostra una advertència en aquest sentit.

Marshmallow presenta nous esquemes de gestió d'energia conegut com a "Doze" i "App Standby"; quan s'executi amb la bateria, el dispositiu entrarà en un estat de baixa energia si no està actiu i que no es maneja físicament. En aquest estat, la connectivitat de xarxa i el processament de fons estan restringits, i només es processen notificacions "d'alta prioritat". A més, l'accés a la xarxa per aplicacions es diferirà si l'usuari no ha interactuat recentment amb l'aplicació. Les aplicacions poden sol·licitar un permís per eximir-se d'aquestes polítiques, però seran rebutjades de la Google Play com una infracció de la seva política de "Productes perillosos" si la seva funcionalitat principal no és "afectada negativament" per ells.
Android Marshmallow proporciona suport natiu per a reconeixement d'empremtes digitals en dispositius compatibles mitjançant una API estàndard, permetent a les aplicacions de tercers implementar l'autenticació basada en l'empremta digital. Les empremtes dactilars es poden utilitzar per desbloquejar dispositius i autenticar-se a la Play Store i compres amb Google Pay. Android Marshmallow és compatible amb USB-C, incloent la possibilitat d'instruir els dispositius a carregar un altre dispositiu a través d'USB. Marshmallow també introdueix "enllaços verificats" que es poden configurar per obrir directament a la seva aplicació especificada sense les indicacions de l'usuari. Les dades d'usuari per a les aplicacions orientades a Marshmallow poden fer còpies de seguretat automàtiques a Google Drive a través de Wi-Fi. Cada aplicació rep fins a 25 MB d'emmagatzematge, que és independent de l'assignació d'emmagatzematge de Google Drive de l'usuari.
A partir de Marshmallow, el document de definició de compatibilitat d'Android conté nous mandats de seguretat per als dispositius, que dicten que els que són capaços d'accedir a dades xifrades sense afectar el rendiment han d'habilitar l'arrencada segura i el xifrat del dispositiu de manera predeterminada. Aquestes condicions formen part d'una especificació que s'ha de complir per ser certificada per al sistema operatiu, i poder llicenciar el programari dels Serveis mòbils de Google. El requisit per al xifratge obligatori del dispositiu es va dissenyar originalment per entrar en vigor a Lollipop, però es va retardar per problemes de rendiment.